# أوستين وايت
أوستين وايت (14 فبراير 1959 في المملكة المتحدة - ) (بالإنجليزية: Austin White)‏ هو لاعب كريكت بريطاني. شارك مع Montserrat national cricket team ‏. أما مع النوادي، فقد لعب مع Leeward Islands cricket team ‏.

## وصلات خارجية
- أوستين وايت على موقع إي آس بي آن كريك إنفو (الإنجليزية)